# Татичек, Петр
Петр Татичек (чеш. Petr Tatíček; 22 сентября 1983, Раковник, Чехословакия) — чешский хоккеист, нападающий. Трёхкратный чемпион Швейцарии, двукратный обладатель Кубка Шпенглера.

## Биография
Петр Татичек является сыном бывшего хоккеиста Петра Татичека, который работает главным тренером ХК Кладно. Играл за молодёжный клуб Кладно и даже сыграл 7 матчей в Экстралиге. Первый матч в Экстралиге сыграл 23 января 2000 года против Гавиржова. Ни одного гола не забил в Экстралиге. Сезон 2001/2002 провёл в Канаде, играя за юниорский клуб Су-Сент-Мари Грейхаундз. На драфте 2002 года его выбрал хоккейный клуб Флорида Пантерз, но следующий сезон Петр снова провёл в Су-Сент-Мари Грейхаундз. Сезон 2003/2004 отыграл в фарм-клубе Флориды Сан-Антонио Рэмпэйдж в АХЛ. В начале сезона 2005/2006 играл в фарм-клубе Хьюстон Аэрос в АХЛ, но 21 января 2006 года впервые вышел на лёд с командой Флорида Пантерз (тогда Флорида проиграла Анахайму 0:1).
После нескольких сезонов уехал в Швейцарию, где с 2006 года выступал за Давос. Трижды выигрывал золото чемпионата Швейцарии, еще 2 раза становился победителем престижного турнира Кубок Шпенглера. В 2011 году стал лучшим снайпером плей-офф швейцарского чемпионата.
В 2013 году подписал контракт с пражским клубом «Лев».
С 2014 по 2020 год играл в Немецкой хоккейной лиге за «Ингольштадт».

## Достижения
- Трёхкратный чемпион швейцарской национальной лиги в составе ХК Давос (2007, 2009, 2011)
- Двукратный обладатель Кубка Шпенглера (2006 и 2011)
- Лучший снайпер плей-офф чемпионата Швейцарии 2011 (7 шайб)

## Статистика
- НХЛ — 3 игры
- АХЛ — 193 игры, 80 очков (25+55)
- КХЛ — 8 игр, 2 очка (1+1)
- Чешская Экстралига — 17 игр, 2 передачи
- Чемпионат Швейцарии — 335 игр, 199 очков (95+104)
- Чемпионат Германии — 259 игр, 154 очка (49+105)
- Кубок Шпенглера — 26 игр, 18 очков (7+11)
- Лига чемпионов — 14 игр, 17 очков (9+8)
- Всего за карьеру — 855 игр, 472 очка (186 шайб + 286 передач)